# Zbiór Wiadomości Tygodniowych
Zbiór Wiadomości Tygodniowych – pismo wydawane w Krakowie w latach 1784–1785 drukiem Ignacego Groebla. Prawdopodobnie jego redaktorem był Jacek Idzi Przybylski.